# Catrina Tan Chia-yu
Catrina Tan Chia-yu (15 marzo 2006) è una giocatrice di badminton australiana.

## Palmarès
- Campionati oceaniani

Melbourne 2022: bronzo nel doppio femminile.